# Liga Premium de Futsal 2021
La Liga Premium de Futsal FIFA 2021 fue la 6.ª edición de la Liga Premium de Futsal, el máximo torneo de clubes de Futsal de Paraguay.

## Modalidad
Los catorce equipos participantes se dividen en dos grupos de siete cada uno, donde disputaron una ronda de partidos de todos contra todos en el grupo.
En cada fecha disputaban los seis primeros de cada grupo una ronda de partidos de todos contra todos, y los restantes de cada grupo jugaban una ronda interserial.

## Apertura

### Primera fase

#### Grupo A
| Equipo             | Pts | PJ | PG | PE | PP | GF | GC | Dif |
| ------------------ | --- | -- | -- | -- | -- | -- | -- | --- |
| Cerro Porteño      | 19  | 7  | 6  | 1  | 0  | 52 | 15 | 37  |
| Sport Colonial     | 16  | 7  | 5  | 1  | 1  | 36 | 19 | 17  |
| Villa Hayes        | 13  | 7  | 3  | 4  | 0  | 37 | 19 | 18  |
| Deportivo Recoleta | 10  | 7  | 3  | 1  | 3  | 24 | 32 | -8  |
| Star's Club        | 9   | 7  | 3  | 0  | 4  | 30 | 31 | -1  |
| Exa Immaculeé      | 3   | 7  | 1  | 0  | 6  | 22 | 44 | -22 |
| La Furia Villeta   | 3   | 7  | 1  | 0  | 6  | 24 | 54 | -30 |

#### Fecha 1
| 8 de mayo de 2021, 12:30 | Cerro Porteño | 13:0 (7:0) | La Furia Villeta | Polideportivo del Comité Olímpico Paraguayo, Luque |                           |
|                          | Francisco Martínez x4 · Jorge Espinoza x3 · Enmanuel Ayala x2 · Arnaldo Báez x2 · Alcides Giménez · Elías Trotte | Reporte    |                  | Árbitro(s): Bill Villalba                          | Árbitro(s): Bill Villalba |

| 8 de mayo de 2021, 14:15 | Exa Immaculeé                             | 3:6 (1:2) | Sport Colonial                                             | Polideportivo del Comité Olímpico Paraguayo, Luque |                               |
|                          | Víctor Báez · José Aguilar · Ángel Colmán |           | Édgar Peralta · Henry López x3 · Alex López · José Aguilar | Árbitro(s): Gustavo Domínguez                      | Árbitro(s): Gustavo Domínguez |

| 8 de mayo de 2021, 16:00 | Star’s Club                                                   | 5:2 (2:1) | Deportivo Recoleta                    | Polideportivo del Comité Olímpico Paraguayo, Luque |                            |
|                          | Ramón Godoy x2 · Juan Franco · Matías Servín · Luis Maldonado | Reporte   | Arón de Asís Esteche · Diego González | Árbitro(s): Samuel Morales                         | Árbitro(s): Samuel Morales |

#### Fecha 2
| 16 de mayo de 2021, 9:00 | Deportivo Recoleta                   | 4:3 (0:1) | Exa Immaculeé      | Polideportivo del Comité Olímpico Paraguayo, Luque |                           |
|                          | José Félix Ortiz x2 · Pedro Garay x2 | Reporte   | Víctor Villalba x3 | Árbitro(s): Dino Riquelme                          | Árbitro(s): Dino Riquelme |

| 16 de mayo de 2021, 13:00 | La Furia Villeta | 0:10 (0:4) | Villa Hayes                                                                                          | Polideportivo del Comité Olímpico Paraguayo, Luque |                           |
|                           |                  | Reporte    | Ángel Rotela x4 · Pedro Pascottini x2 · Julio Ayala · César Olmedo · Emerson Méndez · Wilmer Pereira | Árbitro(s): María Cáceres                          | Árbitro(s): María Cáceres |

| 2 de junio de 2021, 20:00 | Sport Colonial                    | 2:3 (0:1) | Cerro Porteño                                 | Polideportivo del Comité Olímpico Paraguayo, Luque |                         |
|                           | Arnaldo Báez · Gustavo Dos Santos | Reporte   | Enmanuel Ayala · Rubén Benítez · Arnaldo Báez | Árbitro(s): José Ocampo                            | Árbitro(s): José Ocampo |

#### Fecha 3
| 22 de mayo de 2021, 12:30 | Villa Hayes    | 1:1 (0:1) | Sport Colonial | Polideportivo del Comité Olímpico Paraguayo, Luque |                           |
|                           | Emerson Méndez | Reporte   | Damián Mareco  | Árbitro(s): Bill Villalba                          | Árbitro(s): Bill Villalba |

| 22 de mayo de 2021, 14:15 | Exa Immaculeé                                                                     | 7:6 (5:2) | Star's Club                                                                                 | Polideportivo del Comité Olímpico Paraguayo, Luque |                           |
|                           | Rubén Mujica · Víctor Villalba x3 · Víctor Giménez · Derlis Pedrozo · Raúl Fretes | Reporte   | Giovanni Ferreira · Cristian Benítez · Matías Servín · Pablino Gaona · Alejandro Benítez x2 | Árbitro(s): César Cabrera                          | Árbitro(s): César Cabrera |

| 9 de junio de 2021, 20:00 | Cerro Porteño                                                                        | 7:3 (2:3) | Deportivo Recoleta            | Polideportivo del Comité Olímpico Paraguayo, Luque |                               |
|                           | Arnaldo Báez x2 · Rodolfo Román · Jorge Espinoza · Vicente Pavón · Enmanuel Ayala x2 | Reporte   | Bruno Mieres · Pedro Garay x2 | Árbitro(s): Gustavo Domínguez                      | Árbitro(s): Gustavo Domínguez |

#### Fecha 4
| 30 de mayo de 2021, 9:00 | Star's Club                      | 2:5 (0:3) | Cerro Porteño                                         | Polideportivo del Comité Olímpico Paraguayo, Luque |                             |
|                          | Matías Mendieta · Enmanuel Ayala | Reporte   | Alcides Giménez x2 · Jorge Espinoza x2 · Arnaldo Báez | Árbitro(s): Carlos Martínez                        | Árbitro(s): Carlos Martínez |

| 30 de mayo de 2021, 11:00 | Deportivo Recoleta          | 2:2 (2:1) | Villa Hayes                    | Polideportivo del Comité Olímpico Paraguayo, Luque |                         |
|                           | Marcelo Garay · Iván Méndez | Reporte   | Gabriel Giménez · César Olmedo | Árbitro(s): José Ocampo                            | Árbitro(s): José Ocampo |

| 30 de mayo de 2021, 13:00 | Sport Colonial | 9:5 (5:3) | La Furia Villeta                                            | Polideportivo del Comité Olímpico Paraguayo, Luque |                           |
|                           | Marcos Solís · Gustavos Dos Santos x2 · Diego Poggi · Henry López · Hugo Martínez · Julio Mareco · Alex López · Andrés Coronel | Reporte   | Rodney Rejala x2 · Jorge Zayas · Ever Pereira · José Verdún | Árbitro(s): César Cabrera                          | Árbitro(s): César Cabrera |

#### Fecha 5
| 5 de junio de 2021, 12:30 | La Furia Villeta                                                               | 6:7 (1:5) | Deportivo Recoleta                                    | Polideportivo Del Comité Olímpico Paraguayo, Luque |                            |
|                           | Carlos Gómez · Fabricio Rojas x2 · Luis Benítez · Éver Pereira · Diego Escobar | Reporte   | Isidro González x2 · Bruno Mieres x3 · Pedro Garay x2 | Árbitro(s): Silvio Coronel                         | Árbitro(s): Silvio Coronel |

| 5 de junio de 2021, 14:15 | Villa Hayes                             | 4:3 (3:2) | Star's Club                          | Polideportivo Del Comité Olímpico Paraguayo, Luque |                           |
|                           | Pedro Pascottini x2 · Emerson Méndez x2 | Reporte   | Alejandro Benítez · Matías Servín x2 | Árbitro(s): Bill Villalba                          | Árbitro(s): Bill Villalba |

| 5 de junio de 2021, 16:00 | Cerro Porteño                                                                                   | 8:0 (2:0) | Exa Immaculeé | Polideportivo Del Comité Olímpico Paraguayo, Luque |                           |
|                           | Rubén Benítez · Vicente Pavón · Alan Rojas · Arnaldo Báez · Alcides Giménez · Jorge Espinoza x3 | Reporte   |               | Árbitro(s): Aldo Quiñónez                          | Árbitro(s): Aldo Quiñónez |

#### Fecha 6
| 13 de junio de 2021, 9:00 | Exa Immaculeé                                               | 4:11 (2:4) | Villa Hayes                                                            | Polideportivo del Comité Olímpico Paraguayo, Luque |                            |
|                           | Raúl Fretes · Rubén Mujica · Marcos Monges · Fernando Matta | Reporte    | Wilmer Pereira x4 · Maycol Valdez · Pedro Pascottini x5 · César Olmedo | Árbitro(s): Álvaro Giménez                         | Árbitro(s): Álvaro Giménez |

| 13 de junio de 2021, 11:00 | Star’s Club                                    | 5:3 (2:1) | La Furia Villeta                               | Polideportivo del Comité Olímpico Paraguayo, Luque |                            |
|                            | Pablino Gaona · Matías Servín x3 · Ramón Godoy | Reporte   | Fabricio Rojas · Rodney Rejala · Diego Escobar | Árbitro(s): Jorge Martínez                         | Árbitro(s): Jorge Martínez |

| 13 de junio de 2021, 13:00 | Deportivo Recoleta               | 2:6 (0:2) | Sport Colonial                                             | Polideportivo del Comité Olímpico Paraguayo, Luque |                             |
|                            | Sebastián Alfaro · Alfredo Ortíz | Reporte   | Kaio Silva · Julio Mareco x3 · Diego Poggi · Edson Pereira | Árbitro(s): Carlos Martínez                        | Árbitro(s): Carlos Martínez |

#### Fecha 7
| 19 de junio de 2021, 13:00 | Sport Colonial                                                                    | 5:3 (2:3) | Star´s Club                    | Polideportivo del Comité Olímpico Paraguayo, Luque |                           |
|                            | Alcides Pereira · Hugo Martínez · Gustavo Dos Santos · Henry López · Marcos Solís | Reporte   | Matías Servín x2 · Ramón Godoy | Árbitro(s): Bill Villalba                          | Árbitro(s): Bill Villalba |

| 19 de junio de 2021, 15:00 | La Furia Villeta                                                                 | 6:4 (2:3) | Exa Immaculeé                                    | Polideportivo del Comité Olímpico Paraguayo, Luque |                            |
|                            | Luis Benítez · Fabricio Rojas · José Verdún x2 · Santiago Gómez · Rafael Aguilar | Reporte   | Víctor Giménez · Víctor Báez x2 · Derlis Pedrozo | Árbitro(s): Jorge Quintana                         | Árbitro(s): Jorge Quintana |

| 19 de junio de 2021, 17:00 | Villa Hayes                                                             | 7:7 (4:3) | Cerro Porteño                                                           | Polideportivo del Comité Olímpico Paraguayo, Luque |                           |
|                            | César Olmedo x2 · Pedro Pascottini · Wilmer Pereira · Emerson Méndez x3 | Reporte   | Enmanuel Ayala · Rodolfo Román · Jorge Espinoza x3 · Alcides Giménez x2 | Árbitro(s): César Cabrera                          | Árbitro(s): César Cabrera |

#### Grupo B
| Equipo            | Pts | PJ | PG | PE | PP | GF | GC | Dif |
| ----------------- | --- | -- | -- | -- | -- | -- | -- | --- |
| Afemec            | 14  | 7  | 4  | 2  | 1  | 24 | 14 | 10  |
| Resistencia       | 13  | 7  | 4  | 1  | 2  | 30 | 25 | 5   |
| Santa María       | 12  | 7  | 3  | 3  | 1  | 26 | 23 | 3   |
| Exa Ysaty         | 9   | 7  | 3  | 0  | 4  | 25 | 23 | 2   |
| Olimpia           | 9   | 7  | 2  | 3  | 2  | 17 | 29 | -12 |
| Deportivo Humaitá | 7   | 7  | 2  | 1  | 4  | 21 | 28 | -7  |
| Deportivo Santaní | 1   | 7  | 0  | 1  | 6  | 24 | 36 | -12 |

#### Fecha 1
| 9 de mayo de 2021, 9:00 | Olimpia                                        | 3:3 (0:1) | Resistencia                        | Polideportivo Del Comité Olímpico Paraguayo, Luque |                            |
|                         | Carlos Aguada · Sergio Morel · Samuel Ferreira | Reporte   | Oscar Villalba x2' · Milton Aguada | Árbitro(s): Derlis Benítez                         | Árbitro(s): Derlis Benítez |

| 9 de mayo de 2021, 11:00 | Afemec                         | 2:2 (1:1) | Deportivo Humaitá              | Polideportivo Del Comité Olímpico Paraguayo, Luque |                            |
|                          | Víctor Giménez · Iván González | Reporte   | Marcos Torres · Felipe Mercado | Árbitro(s): Álvaro Giménez                         | Árbitro(s): Álvaro Giménez |

| 9 de mayo de 2021, 13:00 | Deportivo Santaní               | 2:5 (2:0) | Exa Ysaty                                           | Polideportivo Del Comité Olímpico Paraguayo, Luque |                           |
|                          | Alexis Aguayo · Benicio Vázquez | Reporte   | Miguel Díaz x2 · Jeremías Rodas x2 · Héctor Benítez | Árbitro(s): César Cabrera                          | Árbitro(s): César Cabrera |

#### Fecha 2
| 15 de mayo de 2021, 12:30 | Exa Ysaty                                     | 3:2 (1:0) | Afemec           | Polideportivo Del Comité Olímpico Paraguayo, Luque |                               |
|                           | José Balbuena · Juan Benítez · Jeremías Rodas | Reporte   | Iván González x2 | Árbitro(s): Gustavo Domínguez                      | Árbitro(s): Gustavo Domínguez |

| 15 de mayo de 2021, 14:15 | Deportivo Humaitá             | 2:3 (2:1) | Olimpia                           | Polideportivo Del Comité Olímpico Paraguayo, Luque |                           |
|                           | Carlos Fatecha · Iván Morales | Reporte   | Jonathan Verón · Carlos Aguada x2 | Árbitro(s): César Cabrera                          | Árbitro(s): César Cabrera |

| 15 de mayo de 2021, 16:00 | Resistencia                    | 2:3 (0:1) | Santa María                       | Polideportivo Del Comité Olímpico Paraguayo, Luque |                           |
|                           | Carlos Ferreira · César Mareco | Reporte   | Lionel Acosta x2 · Nicolás Prieto | Árbitro(s): Bill Villalba                          | Árbitro(s): Bill Villalba |

#### Fecha 3
| 23 de mayo de 2021, 9:00 | Santa María                                         | 4:6 (2:4) | Deportivo Humaitá                                                                      | Polideportivo del Comité Olímpico Paraguayo, Luque |                               |
|                          | Héctor Caballero x2 · Lionel Acosta · Diego Guillén | Reporte   | Jesús Ferreira x2 · Luciano Garozzo · Fabricio Vera · Carlos Fatecha · Matías González | Árbitro(s): Gustavo Domínguez                      | Árbitro(s): Gustavo Domínguez |

| 23 de mayo de 2021, 11:00 | Olimpia                                    | 3:2 (3:1) | Exa Ysaty                    | Polideportivo del Comité Olímpico Paraguayo, Luque |                            |
|                           | Sergio Morel · Carlos Aguada · Renato Neri | Reporte   | Jeremías Rodas · Joel Ibarra | Árbitro(s): Silvio Coronel                         | Árbitro(s): Silvio Coronel |

| 23 de mayo de 2021, 13:00 | Afecmec                                           | 4:2 (2:1) | Deportivo Santaní               | Polideportivo del Comité Olímpico Paraguayo, Luque |                           |
|                           | Juan Pedrozo x2 · Christian Silva · Iván González | Reporte   | Milciades Patiño · Éver Barreto | Árbitro(s): María Cáceres                          | Árbitro(s): María Cáceres |

#### Fecha 4
| 29 de mayo de 2021, 12:30 | Deportivo Santaní                               | 3:3 (2:1) | Olimpia                            | Polideportivo Del Comité Olímpico Paraguayo, Luque |                           |
|                           | Cristian Franco · Carlos Escobar · Éver Barreto | Reporte   | Samuel Ferreira · Carlos Aguada x2 | Árbitro(s): Bill Villalba                          | Árbitro(s): Bill Villalba |

| 29 de mayo de 2021, 14:15 | Exa Ysaty                                      | 4:5 (2:2) | Santa María                                                         | Polideportivo Del Comité Olímpico Paraguayo, Luque |                            |
|                           | Juan Benítez · Miguel Díaz · Jeremías Rodas x2 | Reporte   | Juan Caballero · Lionel Acosta · Jorge Valdez · Héctor Caballero x2 | Árbitro(s): Samuel Morales                         | Árbitro(s): Samuel Morales |

| 29 de mayo de 2021, 16:00 | Deportivo Humaitá               | 2:3 (0:3) | Resistencia    | Polideportivo Del Comité Olímpico Paraguayo, Luque |                            |
|                           | Jesús Ferreira · Carlos Fatecha | Reporte   | Andrés Báez x3 | Árbitro(s): Silvio Coronel                         | Árbitro(s): Silvio Coronel |

#### Fecha 5
| 6 de junio de 2021, 9:00 | Resistencia                                                         | 5:3 (2:2) | Exa Ysaty                        | Polideportivo del Comité Olímpico Paraguayo, Luque |                         |
|                          | Andrés Báez · Jhonatan Campos · Oscar Villalba · Carlos Ferreira x2 | Reporte   | Jeremías Rodas x2 · Juan Benítez | Árbitro(s): José Ocampo                            | Árbitro(s): José Ocampo |

| 6 de junio de 2021, 11:00 | Santa María                                                         | 5:2 (3:1) | Deportivo Santaní                  | Polideportivo del Comité Olímpico Paraguayo, Luque |                            |
|                           | Héctor Caballero · Jorge Valdez · Pacasio Cano · Cristhian Pérez x2 | Reporte   | Raúl Altamirano · Milciades Patiño | Árbitro(s): Álvaro Giménez                         | Árbitro(s): Álvaro Giménez |

| 6 de junio de 2021, 13:00 | Olimpia | 0:6 (0:4) | Afemec                                                                                     | Polideportivo del Comité Olímpico Paraguayo, Luque |                             |
|                           |         | Reporte   | Alejandro Brítez · Juan Morel · Antonio Ozuna · Federico Ríos · José Bogado · Joel Recalde | Árbitro(s): Carlos Martínez                        | Árbitro(s): Carlos Martínez |

#### Fecha 6
| 12 de junio de 2021, 13:00 | Exa Ysaty                                                                | 5:2 (3:0) | Deportivo Humaitá                 | Polideportivo del Comité Olímpico Paraguayo, Luque |                            |
|                            | Federico Villamayor · Juan Benítez · Cristian Escobar · José Balbuena x2 | Reporte   | Arturo González · Luciano Garozzo | Árbitro(s): Samuel Morales                         | Árbitro(s): Samuel Morales |

| 12 de junio de 2021, 15:00 | Afemec                                                 | 3:3 (1:0) | Santa María                                   | Polideportivo del Comité Olímpico Paraguayo, Luque |                            |
|                            | Enrique Franco · Joel Recalde · Fernando De los Santos | Reporte   | Cristian Pérez · Jorge Valdez · Lionel Acosta | Árbitro(s): Silvio Coronel                         | Árbitro(s): Silvio Coronel |

| 12 de junio de 2021, 17:00 | Deportivo Santaní                                                                          | 6:8 (2:3) | Resistencia                                                                          | Polideportivo del Comité Olímpico Paraguayo, Luque |                           |
|                            | Milciades Patiño · Sergio Cardozo x2 · Raúl Altamirano · Ernesto Montiel · Cristian Franco | Reporte   | Carlos Ferreira x2 · Andrés Báez x3 · Rodrigo Ojeda · Milton Aguada · Oscar Villalba | Árbitro(s): César Cabrera                          | Árbitro(s): César Cabrera |

#### Fecha 7
| 18 de junio de 2021, 18:30 | Deportivo Humaitá                                                     | 5:4 (3:3) | Deportivo Santaní                                   | Polideportivo del Comité Olímpico Paraguayo, Luque |                                |
|                            | Luciano Garozzo x2 · Arturo González · Iván García · Rodrigo Céspedes | Reporte   | Ever Barreto · Raúl Altamirano x2 · Cristian Franco | Árbitro(s): Guillermo Chamorro                     | Árbitro(s): Guillermo Chamorro |

| 18 de junio de 2021, 20:00 | Resistencia                                          | 3:4 (2:0) | Afemec                                                    | Polideportivo del Comité Olímpico Paraguayo, Luque |                           |
|                            | César Mareco · Giovanni Mancito · Gilberto Caballero | Reporte   | Enrique Franco x2 · Juan Pedrozo · Fernando De los Santos | Árbitro(s): Dino Riquelme                          | Árbitro(s): Dino Riquelme |

| 18 de junio de 2021, 22:00 | Santa María                                                 | 4:4 (0:3) | Olimpia                                           | Polideportivo del Comité Olímpico Paraguayo, Luque |                             |
|                            | Juan Caballero · Nestor Rojas · Pacasio Cano · Jorge Valdez | Reporte   | Samuel Ferreira · Renato Neri x2 · Rodrigo Duarte | Árbitro(s): Carlos Martínez                        | Árbitro(s): Carlos Martínez |

### Interserial
| 8 de mayo de 2021, 17:45 | Villa Hayes   | 2:2 (0:2) | Santa María                       | Polideportivo del Comité Olímpico Paraguayo, Luque |                             |
|                          | Juan Marín x2 | Reporte   | Nicolás Prieto · Héctor Caballero | Árbitro(s): Carlos Martínez                        | Árbitro(s): Carlos Martínez |

| 16 de mayo de 2021, 11:00 | Star's Club                                                     | 6:5 (0:1) | Deportivo Santaní                                                 | Polideportivo del Comité Olímpico Paraguayo, Luque |                             |
|                           | Stiven Ortiz x3 · Pablino Gaona · Moisés Franco · Matías Servín | Reporte   | Félix Amarilla x2 · Alexis Aguayo · Sergio Cardozo · Éver Barreto | Árbitro(s): Carlos Martínez                        | Árbitro(s): Carlos Martínez |

| 22 de mayo de 2021, 16:00 | La Furia Villeta                               | 4:6 (2:3) | Resistencia                                                                        | Polideportivo del Comité Olímpico Paraguayo, Luque |                           |
|                           | Luis Benítez x2 · Rodney Rejala · Carlos Gómez | Reporte   | Pablo López · Óscar Villalba · Milton Aguada · Gilberto Caballero x2 · Andrés Báez | Árbitro(s): Adán Villalba                          | Árbitro(s): Adán Villalba |

| 29 de mayo de 2021, 17:45 | Exa Immaculeé | 1:3 (0:2) | Afemec                                                | Polideportivo del Comité Olímpico Paraguayo, Luque |                            |
|                           | Carlos Vera   | Reporte   | Joel Recalde · Iván González · Fernando De los Santos | Árbitro(s): Jorge Quintana                         | Árbitro(s): Jorge Quintana |

| 5 de junio de 2021, 17:45 | Sport Colonial                                                                   | 7:2 (4:2) | Deportivo Humaitá             | Polideportivo del Comité Olímpico Paraguayo, Luque |                           |
|                           | Alcides Ribeiro De Souza x2 · Andrés Coronel · Henry López x2 · Hugo Martínez x2 | Reporte   | Carlos Fatecha · Iván Morales | Árbitro(s): Édgar Barrios                          | Árbitro(s): Édgar Barrios |

| 12 de junio de 2021, 19:00 | Cerro Porteño                                                                                                | 9:1 (2:1) | Olimpia            | Polideportivo del Comité Olímpico Paraguayo, Luque |                         |
|                            | Enmanuel Ayala x2 · Arnaldo Báez x2 · Rodolfo Román · Vicente Pavón · Rubén Benítez · Alan Rojas · Enzo Sosa | Reporte   | Sebastián Carballo | Árbitro(s): José Ocampo                            | Árbitro(s): José Ocampo |

| 19 de junio de 2021, 19:00 | Deportivo Recoleta               | 4:3 (2:2) | Exa Ysaty                        | Polideportivo del Comité Olímpico Paraguayo, Luque |                         |
|                            | Iván Méndez x3 · Guillermo Pesoa | Reporte   | Héctor Benítez x2 · Juan Benítez | Árbitro(s): José Ocampo                            | Árbitro(s): José Ocampo |

### Segunda fase
|  | Cuartos de final   | Cuartos de final   | Cuartos de final |                |                | Semifinales    | Semifinales | Semifinales |  |               | Final         | Final | Final |  |
|  |                    |                    |                  |                |                |                |             |             |  |               |               |       |       |  |
|  |                    |                    |                  |                |                |                |             |             |  |               |               |       |       |  |
|  | Cerro Porteño      | Cerro Porteño      | 11               |                |                |                |             |             |  |               |               |       |       |  |
|  | Cerro Porteño      | Cerro Porteño      | 11               |                |                |                |             |             |  |               |               |       |       |  |
|  | Exa Ysaty          | Exa Ysaty          | 4                |                |                |                |             |             |  |               |               |       |       |  |
|  | Exa Ysaty          | Exa Ysaty          | 4                |                | Cerro Porteño  | Cerro Porteño  | 9           |             |  |               |               |       |       |  |
|  |                    |                    |                  |                | Cerro Porteño  | Cerro Porteño  | 9           |             |  |               |               |       |       |  |
|  |                    |                    | Resistencia      | Resistencia    | 1              |                |             |             |  |               |               |       |       |  |
|  | Resistencia        | Resistencia        | Resistencia      | Resistencia    | 1              | 4              |             |             |  |               |               |       |       |  |
|  | Resistencia        | Resistencia        |                  |                |                |                |             |             |  |               |               |       |       |  |
|  | Villa Hayes        | Villa Hayes        | 3                |                |                |                |             |             |  |               |               |       |       |  |
|  | Villa Hayes        | Villa Hayes        | 3                |                |                |                |             |             |  | Cerro Porteño | Cerro Porteño | 2 (4) |       |  |
|  |                    |                    |                  |                |                |                |             |             |  | Cerro Porteño | Cerro Porteño | 2 (4) |       |  |
|  |                    |                    | Sport Colonial   | Sport Colonial | 2 (5)          |                |             |             |  |               |               |       |       |  |
|  | Sport Colonial     | Sport Colonial     | Sport Colonial   | Sport Colonial | 2 (5)          | 9              |             |             |  |               |               |       |       |  |
|  | Sport Colonial     | Sport Colonial     |                  |                |                |                |             |             |  |               |               |       |       |  |
|  | Santa María        | Santa María        | 3                |                |                |                |             |             |  |               |               |       |       |  |
|  | Santa María        | Santa María        | 3                |                | Sport Colonial | Sport Colonial | 4           |             |  |               |               |       |       |  |
|  |                    |                    |                  |                | Sport Colonial | Sport Colonial | 4           |             |  |               |               |       |       |  |
|  |                    |                    | Afemec           | Afemec         | 2              |                |             |             |  |               |               |       |       |  |
|  | Afemec             | Afemec             | Afemec           | Afemec         | 2              | 5              |             |             |  |               |               |       |       |  |
|  | Afemec             | Afemec             |                  |                |                |                |             |             |  |               |               |       |       |  |
|  | Deportivo Recoleta | Deportivo Recoleta | 3                |                |                |                |             |             |  |               |               |       |       |  |
|  | Deportivo Recoleta | Deportivo Recoleta | 3                |                |                |                |             |             |  |               |               |       |       |  |
|  |                    |                    |                  |                |                |                |             |             |  |               |               |       |       |  |

#### Cuartos de final
| 26 de junio de 2021 | Cerro Porteño                                                                                               | 11:4 (5:2) | Exa Ysaty                                                                                 | Polideportivo del Comité Olímpico Paraguayo, Luque |                           |
| 13:00               | Enmanuel Ayala x4 · Francisco Martinez x2 · Jorge Espinoza x2 · Alcides Giménez · Alan Rojas · Arnaldo Báez | Reporte    | José Balbuena · Federico Villamayor · Juan Benítez · Marcelo Fernández · Cristian Escobar | Árbitro(s): Bill Villalba                          | Árbitro(s): Bill Villalba |

| 26 de junio de 2021 | Afemec                                                                         | 5:3 (3:1) | Deportivo Recoleta                          | Polideportivo del Comité Olímpico Paraguayo, Luque |                             |
| 15:00               | Juan Pedrozo · Daniel Ozuna · Enrique Franco · Iván González · Christian Silva | Reporte   | Diego González · Bruno Mieres · Iván Méndez | Árbitro(s): Carlos Martínez                        | Árbitro(s): Carlos Martínez |

| 26 de junio de 2021 | Sport Colonial                                                                                                | 9:3 (5:3) | Santa María                                     | Polideportivo del Comité Olímpico Paraguayo, Luque |                           |
| 17:00               | Marcos Solís x2 · Julio Damián Mareco x2 · Diego Poggi x2 · Alex López · Alcides Pereira · Gustavo Dos Santos | Reporte   | Lionel Acosta · Édgar Quintana · Nicolás Prieto | Árbitro(s): César Cabrera                          | Árbitro(s): César Cabrera |

| 26 de junio de 2021 | Resistencia                                                   | 4:3 (3:1) | Villa Hayes                      | Polideportivo del Comité Olímpico Paraguayo, Luque |                         |
| 19:00               | Andrés Báez · Óscar Villalba · Giovanni Mancito · Pablo López | Reporte   | Wilmer Pereira · César Olmedo x2 | Árbitro(s): José Ocampo                            | Árbitro(s): José Ocampo |

#### Semifinales
| 30 de junio de 2021 | Cerro Porteño                                                                                             | 9:1 (4:1) | Resistencia    | Polideportivo del Comité Olímpico Paraguayo, Luque |                           |
| 20:00               | Francisco Martínez x3 · Rodolfo Román x2 · Jorge Espinoza · Arnaldo Báez · Alcides Giménez · Elías Trotte | Reporte   | Oscar Villalba | Árbitro(s): César Cabrera                          | Árbitro(s): César Cabrera |

| 30 de junio de 2021 | Afemec                       | 2:4 (2:1) | Sport Colonial                                          | Polideportivo del Comité Olímpico Paraguayo, Luque |                           |
| 22:00               | Joel Recalde · Antonio Ozuna | Reporte   | Marcos Solís · Alex López · Diego Poggi · Damián Mareco | Árbitro(s): Dino Riquelme                          | Árbitro(s): Dino Riquelme |

#### Final
| 3 de julio de 2021 | Cerro Porteño                                                                       | 2:2 (2:2, 1:1) (t. s.)(4:5 p.) | Sport Colonial                                                                   | Polideportivo del Comité Olímpico Paraguayo, Luque |                             |
| 13:00              | Alan Rojas · Alcides Giménez                                                        | Reporte                        | Hugo Martínez x2                                                                 | Árbitro(s): Carlos Martínez                        | Árbitro(s): Carlos Martínez |
|                    |                                                                                     | Tiros desde el punto penal     |                                                                                  |                                                    |                             |
|                    | Rubén Benítez · Francisco Martínez · Arnaldo Báez · Enmanuel Ayala · Jorge Espinoza |                                | Julio Damián Mareco · Hugo Martínez · Alcides Pereira · Henry López · Alex López |                                                    |                             |

## Premios y reconocimientos

### Goleador
Fue otorgado por la organización al jugador que anotó la mayor cantidad de goles durante el desarrollo del torneo.
| Jugador                | Equipo        | Goles |
| Enmanuel "Yiyi" Ayala  | Cerro Porteño | 14    |
| Jorge "Mboka" Espinoza | Cerro Porteño | 14    |
| ---------------------- | ------------- | ----- |

### Mejor Arquero
Fue otorgado por la organización al portero que recibió la menor cantidad de goles durante el desarrollo del torneo.
| Portero           | Equipo        |
| Giovanni González | Cerro Porteño |
| ----------------- | ------------- |

## Clausura

### Primera fase

#### Grupo A
| Equipo             | Pts | PJ | PG | PE | PP | GF | GC | Dif |
| ------------------ | --- | -- | -- | -- | -- | -- | -- | --- |
| Cerro Porteño      | 15  | 5  | 5  | 0  | 0  | 41 | 13 | 28  |
| Villa Hayes        | 10  | 5  | 3  | 1  | 1  | 16 | 11 | 5   |
| La Furia Villeta   | 6   | 5  | 2  | 0  | 3  | 14 | 27 | -13 |
| Deportivo Recoleta | 4   | 5  | 1  | 1  | 3  | 12 | 14 | -2  |
| Star's Club        | 4   | 5  | 1  | 1  | 3  | 20 | 24 | -4  |
| Sport Colonial     | 4   | 5  | 1  | 1  | 3  | 15 | 25 | -10 |

| Star´s Club        | 4 - 1 | La Furia Villeta | Polideportivo de Star´s Club    | 8 de octubre | 20:30 |
| Deportivo Recoleta | 3 - 1 | Sport Colonial   | Polideportivo de Recoleta       | 8 de octubre | 20:30 |
| Cerro Porteño      | 4 - 2 | Villa Hayes      | Polideportivo de Sol de América | 9 de octubre | 12:15 |

| Star’s Club    | 5 - 7 | Cerro Porteño      | Polideportivo de Star’s Club               | 15 de octubre | 20:30 |
| Villa Hayes    | 4 - 3 | Deportivo Recoleta | Polideportivo Departamental de Villa Hayes | 15 de octubre | 20:30 |
| Sport Colonial | 4 - 7 | La Furia Villeta   | Polideportivo del Sport Colonial           | 15 de octubre | 20:30 |

| Deportivo Recoleta | 1 - 3 | Cerro Porteño  | Polideportivo del Deportivo Recoleta | 22 de octubre | 20:30 |
| Star's Club        | 2 - 6 | Sport Colonial | Polideportivo de Sol de América      | 23 de octubre | 12:15 |
| La Furia Villeta   | 0 - 1 | Villa Hayes    | Polideportivo Municipal de Villeta   | 23 de octubre | 20:00 |

| Villa Hayes      | 6 - 5  | Star's Club        | Polideportivo Municipal de Villa Hayes | 28 de octubre | 21:00 |
| Cerro Porteño    | 10 - 1 | Sport Colonial     | Polideportivo de Sol de América        | 29 de octubre | 20:30 |
| La Furia Villeta | 2 - 1  | Deportivo Recoleta | Polideportivo Municipal de Villeta     | 29 de octubre | 20:30 |

| Sport Colonial     | 3 - 3  | Villa Hayes   | Polideportivo de Sol de América | 5 de noviembre | 20:30 |
| La Furia Villeta   | 4 - 17 | Cerro Porteño | Comité Olímpico Paraguayo       | 6 de noviembre | 12:15 |
| Deportivo Recoleta | 4 - 4  | Star's Club   | Polideportivo de Exa Ysaty      | 7 de noviembre | 19:00 |

#### Grupo B
| Equipo            | Pts | PJ | PG | PE | PP | GF | GC | Dif |
| ----------------- | --- | -- | -- | -- | -- | -- | -- | --- |
| Exa Ysaty         | 16  | 6  | 5  | 1  | 0  | 22 | 11 | 11  |
| Afemec            | 15  | 6  | 5  | 0  | 1  | 44 | 14 | 30  |
| Deportivo Humaitá | 9   | 6  | 3  | 0  | 3  | 13 | 21 | -8  |
| Resistencia       | 6   | 6  | 2  | 0  | 4  | 17 | 23 | -6  |
| Olimpia           | 5   | 6  | 1  | 2  | 3  | 12 | 10 | 2   |
| Deportivo Santaní | 3   | 6  | 1  | 0  | 5  | 13 | 26 | -13 |
| Santa María       | 1   | 6  | 0  | 1  | 5  | 9  | 32 | -23 |

| Olimpia           | 3 - 1 | Resistencia       | Polideportivo de Olimpia           | 8 de octubre  | 20:30 |
| Afemec            | 5 - 2 | Deportivo Humaitá | Polideportivo del Club Afemec      | 8 de octubre  | 20:30 |
| Deportivo Santaní | 3 - 5 | Exa Ysaty         | Polideportivo Municipal de Santaní | 12 de octubre | 20:30 |

| Deportivo Humaitá | 1 - 5 | Olimpia     | Polideportivo del Deportivo Humaitá | 15 de octubre | 20:30 |
| Resistencia       | 4 - 1 | Santa María | Polideportivo de Resistencia        | 15 de octubre | 20:30 |
| Exa Ysaty         | 2 - 1 | Afemec      | Polideportivo de Sol de América     | 16 de octubre | 12:15 |

| Santa María | 1 - 3 | Deportivo Humaitá | Polideportivo de Santa María | 20 de octubre | 20:30 |
| Olimpia     | 1 - 1 | Exa Ysaty         | Polideportivo de Olimpia     | 20 de octubre | 20:30 |
| Afemec      | 8 - 1 | Deportivo Santaní | Polideportivo de Afecmec     | 20 de octubre | 20:30 |

| Exa Ysaty         | 3 - 1 | Santa María | Polideportivo de Exa Ysaty          | 22 de octubre | 20:30 |
| Deportivo Humaitá | 3 - 2 | Resistencia | Polideportivo del Deportivo Humaitá | 22 de octubre | 20:30 |
| Deportivo Santaní | 1 - 5 | Olimpia     | Polideportivo Municipal de Santaní  | 23 de octubre | 19:30 |

| Resistencia | 3 - 6 | Esa Ysaty         | Polideportivo de Resistencia | 29 de octubre | 20:30 |
| Olimpia     | 3 - 6 | Afemec            | Polideportivo de Olimpia     | 29 de octubre | 20:30 |
| Santa María | 1 - 5 | Deportivo Santaní | Comité Olímpico Paraguayo    | 30 de octubre | 12:15 |

| Exa Ysaty         | 5 - 0  | Deportivo Humaitá | Polideportivo de Exa Ysaty         | 2 de noviembre | 20:30 |
| Afemec            | 14 - 2 | Santa María       | Polideportivo de Afemec            | 2 de noviembre | 20:30 |
| Deportivo Santaní | 0 - 3  | Resistencia       | Polideportivo Municipal de Santaní | 2 de noviembre | 20:30 |

| Deportivo Humaitá | 4 - 3  | Deportivo Santaní | Polideportivo de Deportivo Humaitá | 5 de noviembre | 20:30 |
| Santa María       | 3 - 3  | Olimpia           | Polideportivo de Santa María       | 5 de noviembre | 20:30 |
| Resistencia       | 4 - 10 | Afemec            | Polideportivo de Resistencia       | 6 de noviembre | 16:00 |

### Segunda fase
|  | Cuartos de final   | Cuartos de final   | Cuartos de final   |                    |                   | Semifinales       | Semifinales | Semifinales |  |               | Final         | Final | Final |  |
|  |                    |                    |                    |                    |                   |                   |             |             |  |               |               |       |       |  |
|  |                    |                    |                    |                    |                   |                   |             |             |  |               |               |       |       |  |
|  | Cerro Porteño      | Cerro Porteño      | 4                  |                    |                   |                   |             |             |  |               |               |       |       |  |
|  | Cerro Porteño      | Cerro Porteño      | 4                  |                    |                   |                   |             |             |  |               |               |       |       |  |
|  | Resistencia        | Resistencia        | 0                  |                    |                   |                   |             |             |  |               |               |       |       |  |
|  | Resistencia        | Resistencia        | 0                  |                    | Cerro Porteño     | Cerro Porteño     | 6           |             |  |               |               |       |       |  |
|  |                    |                    |                    |                    | Cerro Porteño     | Cerro Porteño     | 6           |             |  |               |               |       |       |  |
|  |                    |                    | Afemec             | Afemec             | 2                 |                   |             |             |  |               |               |       |       |  |
|  | Afemec             | Afemec             | Afemec             | Afemec             | 2                 | 9                 |             |             |  |               |               |       |       |  |
|  | Afemec             | Afemec             |                    |                    |                   |                   |             |             |  |               |               |       |       |  |
|  | La Furia Villeta   | La Furia Villeta   | 1                  |                    |                   |                   |             |             |  |               |               |       |       |  |
|  | La Furia Villeta   | La Furia Villeta   | 1                  |                    |                   |                   |             |             |  | Cerro Porteño | Cerro Porteño | 4     |       |  |
|  |                    |                    |                    |                    |                   |                   |             |             |  | Cerro Porteño | Cerro Porteño | 4     |       |  |
|  |                    |                    | Deportivo Recoleta | Deportivo Recoleta | 2                 |                   |             |             |  |               |               |       |       |  |
|  | Villa Hayes        | Villa Hayes        | Deportivo Recoleta | Deportivo Recoleta | 2                 | 1                 |             |             |  |               |               |       |       |  |
|  | Villa Hayes        | Villa Hayes        |                    |                    |                   |                   |             |             |  |               |               |       |       |  |
|  | Deportivo Humaitá  | Deportivo Humaitá  | 3                  |                    |                   |                   |             |             |  |               |               |       |       |  |
|  | Deportivo Humaitá  | Deportivo Humaitá  | 3                  |                    | Deportivo Humaitá | Deportivo Humaitá | 2           |             |  |               |               |       |       |  |
|  |                    |                    |                    |                    | Deportivo Humaitá | Deportivo Humaitá | 2           |             |  |               |               |       |       |  |
|  |                    |                    | Deportivo Recoleta | Deportivo Recoleta | 5                 |                   |             |             |  |               |               |       |       |  |
|  | Exa Ysaty          | Exa Ysaty          | Deportivo Recoleta | Deportivo Recoleta | 5                 | 2                 |             |             |  |               |               |       |       |  |
|  | Exa Ysaty          | Exa Ysaty          |                    |                    |                   |                   |             |             |  |               |               |       |       |  |
|  | Deportivo Recoleta | Deportivo Recoleta | 3                  |                    |                   |                   |             |             |  |               |               |       |       |  |
|  | Deportivo Recoleta | Deportivo Recoleta | 3                  |                    |                   |                   |             |             |  |               |               |       |       |  |
|  |                    |                    |                    |                    |                   |                   |             |             |  |               |               |       |       |  |

| Cerro Porteño | 4 - 0 | Resistencia        | Comité Olímpico Paraguayo | 12 de noviembre | 19:00 |
| Afemec        | 9 - 1 | La Furia Villeta   | Comité Olímpico Paraguayo | 12 de noviembre | 21:00 |
| Exa Ysaty     | 2 - 3 | Deportivo Recoleta | Comité Olímpico Paraguayo | 13 de noviembre | 12:15 |
| Villa Hayes   | 1 - 3 | Deportivo Humaitá  | Comité Olímpico Paraguayo | 13 de noviembre | 14:15 |

| Cerro Porteño      | 6 - 2 | Afemec            | Comité Olímpico Paraguayo | 17 de noviembre | 19:00 |
| Deportivo Recoleta | 5 - 2 | Deportivo Humaitá | Comité Olímpico Paraguayo | 17 de noviembre | 21:00 |

| Cerro Porteño (C) | 4 - 2 | Deportivo Recoleta | Comité Olímpico Paraguayo | 19 de noviembre | 21:00 |

## Premios y reconocimientos

### Goleador
Fue otorgado por la organización al jugador que anotó la mayor cantidad de goles durante el desarrollo del torneo.
| Jugador        | Equipo        | Goles |
| Jorge Espinoza | Cerro Porteño | 15    |
| -------------- | ------------- | ----- |

### Mejor Arquero
Fue otorgado por la organización al portero que recibió la menor cantidad de goles durante el desarrollo del torneo.
| Portero                                              | Equipo        |
| Giovanni González Natalicio Velázquez Lucas González | Cerro Porteño |
| ---------------------------------------------------- | ------------- |

## Final Absoluta
Los campeones del Apertura y Clausura, se enfrentarán en dos partidos de ida y vuelta para definir el campeón absoluto de la temporada. En caso de igualdad en goles, se definirá por la vía de los penales.
| 27 de noviembre de 2021, 21:00 | Sport Colonial                                            | 3:5 (1:4) | Cerro Porteño                                                                      | Polideportivo de Sol de América, Villa Elisa |                             |
|                                | Samuel Moraes 16' · Lucas Cáceres 36' · Édgar Peralta 18' | Reporte   | Vicente Pavón 9' · Jorge Espinoza 10', 15' · César Olmedo 20' · Emerson Méndez 29' | Árbitro(s): Carlos Martínez                  | Árbitro(s): Carlos Martínez |

| 3 de diciembre de 2021, 21:00 | Cerro Porteño                                                                                                   | 6:1 (2:1) | Sport Colonial   | Polideportivo de Sol de América, Villa Elisa |                           |
|                               | Alan Rojas 4' · Francisco Martínez 17' · César Olmedo 30' · Francisco Martínez 34', 38' · Giovanni González 36' | Reporte   | Édgar Peralta 9' | Árbitro(s): Bill Villalba                    | Árbitro(s): Bill Villalba |

### Campeón Absoluto
|                           |
| Cerro Porteño 6.to título |